# Кула у Жажи
Кула Хајзера Ахмета Пеција (алб. Kulla e Hajzer Ahmet Pecit) је споменик културне Србије који се налази у селу Жажа, у општини Звечан. Овај споменик је категорије "архитектонске".

## Историјат
Кула Хајзера Ахмета Пеција налази се у насељу Смака, у село Жажа, општина Звечан. Кула је изграђена почетком 20. века. Дрвени материјал који је коришћен за изградњу куле био је набављен на месту Радевце, који се налази између села Жаже и села Србовца. Камени материјал је набављен са места Мајдан, изнад села Рахово и Жаже. На горњем спрату налазе се две собе са купатилом, једна соба је у прошлости служили као кухиња. 1970-их година породица је била у порасту и било је потребно да се приземље куле претвори у место за становање. Приземље је након што је претворено у место за становање добило три нове просторије, 2 собе и просторију коју су користили као кухињу. У периоду када је дошло до ових промена, интервенисано је и на зиду куле, том приликом је затворен улаз на јужној страни куле и отворен нови улаз на северној страни куле. На горњем спрату на северној страни куле је отворено осам пушкарница. Конструкција унутрашњих зидова је саткана од дрвених греда и попуњена циглом. Дрвене степенице које воде на спрат су потпуно оштећене. Кула је имала стамбену функцију до 1986. године. Кула је ван функције.